# Самуркаші
Самуркаші (рум. Samurcași) — село у повіті Димбовіца в Румунії. Входить до складу комуни Креведія.
Село розташоване на відстані 21 км на північний захід від Бухареста, 52 км на південний схід від Тирговіште, 121 км на південь від Брашова.

## Населення
За даними перепису населення 2002 року у селі проживали 983 особи, з них 980 осіб (99,7%) румунів. Рідною мовою 982 особи (99,9%) назвали румунську.